# Tafeltje dek je, ezeltje strek je, knuppel uit de zak (Efteling)
Tafeltje Dek Je, Ezeltje Strek Je, Knuppel uit de Zak is een sprookjesattractie in het Nederlandse attractiepark de Efteling. Op 1 april 1956 opende de Ezeltje Strek je uit het verhaal naast de Speeltuin. In 1984 is Ezeltje Strek je verplaatst. Vanaf 1963 werd de Knuppel uit de zak tentoongesteld in het Sprookjesmuseum en in 1999 opende de herberg die Tafeltje dek je, het laatste deel, tentoonstelde.
De attractie bevindt zich in het sprookjesbos tussen Kleine Boodschap en Sneeuwwitje.

## Verhaal
Tafeltje Dek Je, Ezeltje Strek Je, Knuppel uit de Zak is een sprookje over drie zonen die ieder een magisch cadeau ontvangen, waarna van twee zonen de gift gestolen wordt door de waard van een herberg, maar de derde zoon deze met zijn knuppel weet terug te krijgen.

## Trivia
- In 2009 werd de knuppel vervangen nadat deze door vandalen gesloopt was.
- Vanaf juli 2022 kun je ook contactloos betalen om Ezeltje strek je een munt te laten werpen. In het najaar van 2022 werd de ezel tijdelijk van zijn sokkel gehaald voor renovatie.
- De deurklinken in de herberg zijn een hand die een knuppel vasthoudt.
- Het sprookjesboek, dat een korte samenvatting van het sprookje geeft, werd in 2016 bij de herberg geplaatst.

Lijst van attracties in de Efteling · Lijst van sprookjes in de Efteling · Afbeeldingen